# Хенцовце
Хенцовце (слч. Hencovce) насељено је мјесто са административним статусом сеоске општине (слч. obec) у округу Вранов на Топлој, у Прешовском крају, Словачка Република.

## Становништво
| Година:    | 1994. | 2004. | 2014.   | 2024.   |
| ---------- | ----- | ----- | ------- | ------- |
| Број људи: | 0     | 1259  | 1341    | 1340    |
| Разлика:   |       | –     | +6,51 % | -0,07 % |

| Година:    | 2023. | 2024.   |
| ---------- | ----- | ------- |
| Број људи: | 1315  | 1340    |
| Разлика:   |       | +1,90 % |

Према подацима о броју становника из 2024. године насеље је имало 1340 становника.